# نايا (هيكل عظمي)
نايا (بالإنجليزية: Naia )‏ هي هيكل عظمي بشري عمره 12000 إلى 13000 سنة ويعود لأنثى في سن المراهقة تم العثور عليها في شبه جزيرة يوكاتان في المكسيك، وكان اكتشافه في عام 2007 في غرفة تحت الماء تسمى أويو نيغرو وتعني الثقب الأسود في أحد الكهوف، وقد وصفت كأقدم هيكل عظمي بشري في العالم الجديد ويشتق اسمها من نوع من حورية الماء وردت في الأساطير اليونانية.